# Michel Sabbah
Pour les articles homonymes, voir Sabbah (homonymie).
Michel Sabbah (arabe : ميشيل صبّاح), né à Nazareth le 19 mars 1933, a été patriarche latin de Jérusalem (de 1987 à 2008). Il est le premier arabe d'origine palestinienne à avoir été nommé à cette fonction.

## Biographie
Michel Sabbah commence ses études de théologie au Séminaire latin patriarcal de Beit Jala en octobre 1949. Il est ordonné prêtre en juin 1955. Il s'occupe pendant quelques années d'une paroisse puis il est envoyé à l'université Saint-Joseph de Beyrouth pour y étudier l'arabe et la littérature. Peu après, il devient le directeur d'écoles dépendant du patriarcat latin de Jérusalem, position qu'il conserve jusqu'à la guerre des Six Jours de 1967. Il se rend ensuite à Djibouti où il enseigne la langue et la culture arabes jusqu'en 1973, date à laquelle il commence des études doctorales en philologie à l'université Paris-Sorbonne.
En 1980, il reçoit la charge de président de l'université de Bethléem. En 1987, le pape Jean-Paul II le nomme patriarche latin de Jérusalem : Michel Sabbah devient ainsi le premier Arabe d'origine palestinienne à occuper cette fonction. Il reste à ce poste pendant vingt-et-un ans puis s'en retire après avoir atteint l'âge limite de 75 ans, le 19 mars 2008.
De 1999 à 2010, Michel Sabbah est le président de Pax Christi, organisation catholique internationale de promotion de la paix. Il était également le président de Caritas Jérusalem et est le grand prieur de l'ordre équestre du Saint-Sépulcre de Jérusalem.

## Prises de position
Michel Sabbah a pris position pour la solution à deux États (la coexistence d'un État palestinien et d'Israël) et le droit de retour des réfugiés palestiniens[réf. nécessaire]. Il a critiqué la barrière de séparation israélienne et appelé à la fin de l'occupation de la Cisjordanie.

## Citation
« Il faut croire dans notre capacité d’aimer, nous tous, Israéliens et Palestiniens. Nous sommes capables d’aimer et de faire justice pour nous-mêmes et pour les autres. »